# Jelsnes
Jelsnes är en tätort i Sarpsborgs kommun i Østfold fylke i sydöstra Norge. Tätorten hade 326 invånare den 1 januari 2022. Orten ligger vid änden av fylkesväg 1162, på den nordöstra delen av ön Tunøya, norr om staden Sarpsborg.
Tidigare har orten tillhört dåvarande Tune kommun.